# Eric Rosen
Pour les articles homonymes, voir Rosen.
Eric Rosen, né le 3 septembre 1993, est un joueur d'échecs américain. Il a obtenu le titre de maître FIDE en 2011 et celui de maître international en 2015.
Au 1er mars 2023, il est le 131e joueur américain avec un classement Elo de 2 357 points.

## Biographie
Rosen commence les échecs en jouant avec son père et son frère. En 2011, il devient le champion de la compétition K12 de la Fédération américaine des échecs,. Alors étudiant de l'université de l'Illinois, Rosen est choisi pour représenter son école à la coupe du président (en) en 2013 et en 2014,.

### Débuts aux échecs
Eric Rosen naît en 1993 et grandit à Skokie, dans l'Illinois. À l'âge de sept ans, il apprend les règles des échecs pendant qu'il est en vacances aux Bahamas. Son premier grand succès aux échecs survient à ses neuf ans, lorsqu'il gagne les tournois d'échecs de 3e année du primaire de l'État.
Pendant qu'il étudie au Niles North High School (en), il mène l'équipe de son école à deux championnats d'État et gagne une troisième place aux championnats nationaux. Durant sa troisième année d'études au lycée, il gagne le championnat national d'échecs K12 avec un score parfait de 7 à 0, battant le maître international Marc Arnold en finale. La fédération américaine note que sa performance est exemplaire et restera marquante dans l'histoire du championnat. Le conseil de village de Skokie nomme le 16 mai 2011 le jour Eric Rosen[incompréhensible]. 
En 2011, il atteint un classement Elo de 2 300 et reçoit donc le titre de maître FIDE.

### Parcours en équipes collégiale et universitaire
De 2012 à 2014, Rosen fréquente l'université de l'Illinois au campus d'Urbana-Champaign où il étudie les mathématiques et les sciences informatiques. Il se fait offrir une bourse complète pour joindre le programme d'échecs à l'université du Texas à Dallas, mais il refuse l'offre, car il y aurait joué dans l'équipe B. Son futur compagnon de chambre Michael Auger le convainc de rester à l'université de l'Illinois.
Durant sa première année d'université, lui et l'équipe d'échecs de l'université jouent pour la première fois aux championnats panaméricains depuis les années 1970, et l'équipe mène avec quatre victoires et deux égalités, avant de finir quatorzième. Leur performance aux panaméricains leur permet de participer à la coupe du président[Quoi ?] pour la première fois depuis 1991. Parmi les quatre finalistes, l'équipe de Rosen est la seule à ne pas avoir de programme spécialisé pour les échecs et la seule à ne pas avoir d'entraîneur ni de grand-maître d'échecs. L'équipe réussit à participer à la coupe du président l'année suivante, en 2014, après avoir fini 3e aux panaméricains,.
En 2015, il rejoint l'université Webster (en) dans un programme spécialisé pour les échecs ; l'équipe de Webster avait gagné la coupe du président les deux années précédentes. Jouant pour l'équipe SPICE (Susan Polgar Institute for Chess Excellence), il est directement entraîné par Susan Polgar, l'ancienne championne du monde féminine. En 2017, il reçoit un baccalauréat médias numériques interactifs de l'université Webster.

### Titre de maître international
Aux tournois internationaux U-18 de 2009 à Caldas Novas, au Brésil, Rosen se classe 9e. Il obtient six points sur neuf possibles et permet de remplir la première norme pour obtenir le titre de maître international de la FIDE.
De 2012 à début 2015, son classement Elo oscille autour des 2 300, mais tombe à 2 259 en 2013. En juin 2013, il complète la deuxième norme, ayant fini premier ex-æquo aux 29e Masters des échecs d'Amérique du Nord, qui ont lieu dans son village natal de Skokie. 
Au 9e Open de Philadelphie en mai 2015, le jeune illinoisais gagne 50 points Elo et complète la troisième norme en finissant à égalité pour la première position dans la catégorie U2400. Le mois suivant, il gagne 51,4 points en finissant deuxième à l'Open de Chicago, après avoir reçu 6,5 points sur 9 possibles et complète donc le dernier critère. Après avoir complété tous ses critères et après avoir dépassé la barre de 2 400 Elo, il reçoit son titre de maître international en septembre 2015 à la 86e conférence de la FIDE à Abou Dhabi.

### Activités sur YouTube
Il tient une chaîne YouTube et une chaîne Twitch. Même s'il est principalement connu pour son contenu lié aux échecs, il a aussi publié des vidéos de scrabble.